# Francisco de Benavides
Francisco IV de Benavides y Dávila, noto anche come Conte di Santo Stefano (Madrid, 1º novembre 1640 – 1716), 9º conte di Santisteban del Puerto dal marzo 1666, è stato Viceré di Sardegna (1675-1678), Viceré di Sicilia (1678-1687) e Viceré di Napoli (1687-1696).

## Biografia
Era il secondo figlio di Diego de Benavides, 8º conte di Santisteban (1607-1666).
Sua madre era Antonia Dávila y Corella, 10ª contessa di Cocentaina e figlia di un aristocratico spagnolo, Jerónimo Ruiz de Corella.
Dal padre ereditò il titolo di conte di Santisteban del Puerto e marchese di Solera e dalla madre quello di marchese de las Navas, conte del Risco e Cocentaina.
Il titolo di conte di Santisteban del Puerto era stato istituito dal re Enrico IV di Castiglia il 21 settembre 1473 a favore di Diego Sánchez de Benavides, mentre il titolo di Grande di Spagna fu assegnato a questo Francisco IV de Benavides y Dávila dal re Carlo II di Spagna l'8 luglio 1696.
Sposò Francisca Josefa de Aragón y Sandoval, dalla quale ebbe con circa 18 figli. Sua moglie, Francisca Josefa, era una figlia di Luis Ramón de Aragón-Folc de Cardona y Córdoba, 6º duca di Segorbe, (1608-1670) e Mariana de Sandoval-Rojas y Enríquez de Cabrera, 3ª duchessa di Lerma, strettamente legato al virtuale allora primo ministro di Spagna sotto il re Filippo III di Spagna, il promotore della tregua di 12 anni tra la Spagna e le province protestanti dei Paesi Bassi, uniti nella Repubblica delle Sette Province Unite, all'interno della cornice della guerra degli ottant'anni detta anche guerra olandese-spagnola.
Nel 1681 realizzò le fortificazioni del litorale di Augusta, in Sicilia.
A Napoli, tra le altre cose, fece realizzare il cosiddetto fortino del Castel dell'Ovo, dove un'iscrizione ne ricorda i meriti.
Al termine del mandato vicereale in Napoli, nel 1696 fece rientro in Spagna.